# Фатален партньор
„Фатален партньор“ (на английски: Cruising) е американски филм от 1980 г. на режисьора Уилям Фридкин. С участието на Ал Пачино, Пол Сорвино и други.

## Сюжет
Сериен убиец вилнеещ в Ню Йорк брутално убива гейове. Младия агент Стив Бърнс е изпратен под прикритие като примамка за да спипа фанатика. Работейки напълно изолиран от своя отдел, Стив се принуждава да научи и практикува комплексните правила и сигнали на гей обществото. Почти не срещащ приятелката си Нанси, задачата започва коренно да променя Стив.

## В ролите
| Изпълнител   | Роля             |
| ------------ | ---------------- |
| Ал Пачино    | Стив Бърнс       |
| Пол Сорвино  | Капитан Еделсон  |
| Карен Ален   | Нанси            |
| Ричард Кокс  | Стюарт Ричардс   |
| Дон Скардино | Тед Бейли        |
| Джей Аковоне | Скип Ли          |
| Ед О'Нийл    | Детектив Шрайбер |
| Джеймс Ремар | Грегъри          |